# Klipplaat
Klipplaat (significa "llosa de pedra" en afrikaans) és una petita ciutat de Sud-àfrica, situada a la província del Cap Oriental i administrada pel municipi local del doctor Beyers Naudé, al districte de Sarah Baartman. El seu nom fa referència a les grans pedres planes locals que es troben a terra o que sobresurten.

## Ubicació
Klipplaat es troba a 185 km al nord-oest de Port Elizabeth i a 75 km al sud-est d'Aberdeen (Cap Oriental). La ciutat és una connexió ferroviària entre Ciutat del Cap i Port Elizabeth.

## Demografia
Segons el cens del 2011, la població de Klipplaat és de 2.215 (un 74,04% coloureds, un 23,57% negres i un 1,44% blancs). L'afrikaans és la llengua materna més utilitzada per la població local (80,82%) per davant de l'isiXhosa (14,74%).
La petita àrea rural que comprèn el poble de Klipplaat i el municipi de Wongalethu (752 habitants, un 75,40% negres i un 23,67% coloureds) té 2.967 habitants (un 61,3% coloureds, un 36,7% negres i un 1,1% blancs), principalment afrikaans (67,7%)) i xosa (27,3%).

## Administració
El municipi de Klipplaat va ser fundat el 1944. La ciutat va ser administrada pel municipi local d'Ikwezi (2000-2016) i després, després de la seva fusió amb altres dos municipis, pel municipi Dr. Beyers Naudé des de l'agost del 2016.

## Història
La regió és principalment agrícola i està esquitxada de granges d'ovelles durant el segle xix. El 1879, el ferrocarril va unir el llogaret de Klipplaat facilitant el transport de llana i mohair a Port Elizabeth. Cap al 1910, es van introduir a la regió els estruços d'Oudtshoorn.
El 1947, Klipplaat va rebre la visita de la família reial d'Anglaterra.